# Henry Howard, conte di Surrey
Henry Howard, conte del Surrey (Hunsdon, 1517 – Londra, 19 gennaio 1547), è stato un nobile, politico e poeta inglese.
Era figlio del III Duca di Norfolk e quindi apparteneva ad una delle famiglie più influenti del periodo dei Tudor, essendo cugino primo di due consorti reali, Anna Bolena e Catherine Howard. È considerato uno dei fondatori della poesia rinascimentale inglese.

## Biografia

### Infanzia
Nacque nell'Hunsdon, Hertfordshire, Inghilterra, era il maggiore dei figli di Thomas Howard, III duca di Norfolk, e della sua seconda moglie, Lady Elizabeth Stafford, figlia di Edward Stafford, III duca di Buckingham, e dunque discendeva dalla famiglia reale sia da parte di padre che da parte di madre. 
Crebbe a Windsor assieme a Henry Fitzroy, Duca di Richmond e figlio illegittimo di Enrico VIII, e i due diventarono ottimi amici e, in seguito, cognati. Divenne Conte del Surrey nel 1524 quando suo nonno morì e suo padre divenne Duca di Norfolk.

### Matrimonio
Sposò Frances de Vere, la figlia di John de Vere, XV conte di Oxford e di Elizabeth Trussell. Ebbero cinque figli.

### A Corte

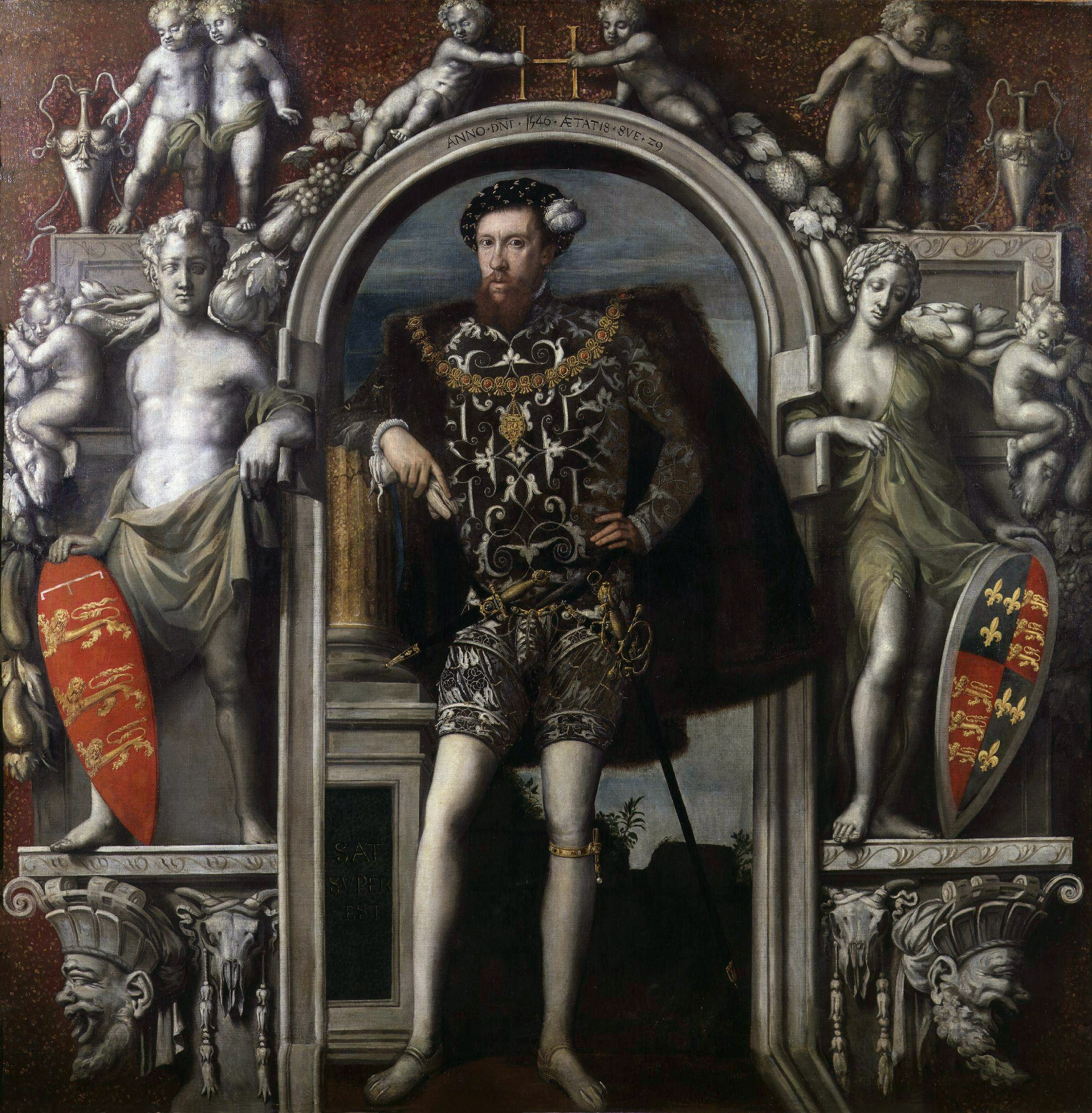
Ritratto di Henry Howard, conte del Surrey di William Scrots, 1546, National Portrait Gallery, Londra

Nel 1532 accompagnò sua cugina Anna Bolena, il Re, e il Duca di Richmond in Francia, soggiornandovi per oltre un anno come membro dell'entourage di Francesco I di Francia. 
Nel 1536 il suo figlio maggiore, Thomas Howard, (che in seguito divenne IV Duca di Norfolk), nacque, Anna Bolena fu decapitata con l'accusa di adulterio e tradimento, e Henry Fitzroy morì all'età di 17 anni e fu seppellito nell'Abbazia di Thetford. 
Egli fu anche impegnato nella soppressione del Pellegrinaggio di Grazia, una ribellione per protestare contro la dissoluzione dei monasteri.

### Attività letteraria
Henry e Thomas Wyatt furono i primi poeti inglesi a scrivere usando il sonetto, che Shakespeare usò negli anni seguenti, e Howard fu il primo poeta inglese a pubblicare versi sciolti nella sua traduzione del secondo e quarto libro dell'Eneide di Virgilio. Insieme, Wyatt e Surrey, grazie alla loro eccellente traduzione dei sonetti di Francesco Petrarca, sono considerati  "Padri del Sonetto Inglese". Mentre Wyatt introdusse il sonetto in inglese, fu Surrey che gli diede il ritmo metrico e la divisione in quartine che tuttora caratterizza i sonetti denominati in più modi: Inglesi, Elisabettiani o sonetti Shakespeariani.

### Prigionia e morte
Venne imprigionato insieme al padre da Enrico VIII, il quale era convinto che Henry Howard stesse progettando di usurpare la corona a suo figlio Edoardo. Fu condannato a morte con l'accusa di tradimento il 13 gennaio 1547 e decapitato  il 19 gennaio 1547; suo padre, anch'egli condannato a morte, evitò il patibolo solo perché Enrico VIII, ormai in agonia, morì il 28 gennaio 1547, il giorno prima dell'esecuzione. Surrey fu quindi l'ultima vittima del regno di Enrico VIII.
Suo figlio Thomas divenne Conte del Surrey ed erede del Ducato di Norfolk ereditando il titolo alla morte del III Duca di Norfolk nel 1554.
Fu sepolto nella chiesa di San Michele Arcangelo, presso Framlingham nella contea di Suffolk in una monumentale tomba di Alabastro dipinto.

## Discendenza
Lord Henry Howard e Frances de Vere ebbero cinque figli:
- Jane Howard (1533/1537 – 1593), che sposò Charles Neville, VI conte di Westmorland;
- Thomas Howard, IV duca di Norfolk (10 marzo 1536; 2 giugno 1572) sposò prima Mary FitzAlan, poi Margaret Audley, duchessa di Norfolk, infine Elizabeth Leyburne;
- Margaret Howard, sposò Henry Scrope, IX barone Scrope di Bolton;
- Henry Howard, I conte di Northampton (25 febbraio 1540 – 15 giugno 1614);
- Catherine Howard, sposò Henry Berkeley, VII barone Berkeley.

## Ascendenza
|                                         |                                       |                                         | Genitori                                 |  |  | Nonni |  |  | Bisnonni                       |  |  | Trisnonni         |  |
|                                         |                                       |                                         |                                          |  |  |       |  |  | John Howard, I duca di Norfolk |  |  | Sir Robert Howard |  |
|                                         |                                       |                                         |                                          |  |  |       |  |  | John Howard, I duca di Norfolk |  |  | Sir Robert Howard |  |
|                                         |                                       | Margaret Mowbray                        |                                          |  |  |       |  |  | John Howard, I duca di Norfolk |  |  |                   |  |
| Thomas Howard, II duca di Norfolk       |                                       |                                         |                                          |  |  |       |  |  | John Howard, I duca di Norfolk |  |  |                   |  |
|                                         |                                       | Katherine Moleyns                       | William Moleyns                          |  |  |       |  |  |                                |  |  |                   |  |
|                                         |                                       | Katherine Moleyns                       | William Moleyns                          |  |  |       |  |  |                                |  |  |                   |  |
|                                         |                                       | Katherine Moleyns                       | Margery Whalesborough                    |  |  |       |  |  |                                |  |  |                   |  |
| Thomas Howard, III duca di Norfolk      |                                       | Katherine Moleyns                       |                                          |  |  |       |  |  |                                |  |  |                   |  |
|                                         |                                       | Frederick Tilney                        | Philip Tilney                            |  |  |       |  |  |                                |  |  |                   |  |
|                                         |                                       | Frederick Tilney                        | Philip Tilney                            |  |  |       |  |  |                                |  |  |                   |  |
|                                         |                                       | Frederick Tilney                        | Isabel Thorpe                            |  |  |       |  |  |                                |  |  |                   |  |
| Elizabeth Tilney                        |                                       | Frederick Tilney                        |                                          |  |  |       |  |  |                                |  |  |                   |  |
|                                         |                                       | Elizabeth Cheney                        | Laurence Cheney                          |  |  |       |  |  |                                |  |  |                   |  |
|                                         |                                       | Elizabeth Cheney                        | Laurence Cheney                          |  |  |       |  |  |                                |  |  |                   |  |
|                                         |                                       | Elizabeth Cheney                        | Elizabeth Cockayne                       |  |  |       |  |  |                                |  |  |                   |  |
| Henry Howard                            |                                       | Elizabeth Cheney                        |                                          |  |  |       |  |  |                                |  |  |                   |  |
|                                         | Henry Stafford, II duca di Buckingham | Humphrey Stafford, conte di Stafford    |                                          |  |  |       |  |  |                                |  |  |                   |  |
|                                         | Henry Stafford, II duca di Buckingham | Humphrey Stafford, conte di Stafford    |                                          |  |  |       |  |  |                                |  |  |                   |  |
|                                         | Henry Stafford, II duca di Buckingham | Margaret Beaufort                       |                                          |  |  |       |  |  |                                |  |  |                   |  |
| Edward Stafford, III duca di Buckingham | Henry Stafford, II duca di Buckingham |                                         |                                          |  |  |       |  |  |                                |  |  |                   |  |
|                                         |                                       | Catherine Woodville                     | Richard Woodville                        |  |  |       |  |  |                                |  |  |                   |  |
|                                         |                                       | Catherine Woodville                     | Richard Woodville                        |  |  |       |  |  |                                |  |  |                   |  |
|                                         |                                       | Catherine Woodville                     | Giacometta di Lussemburgo                |  |  |       |  |  |                                |  |  |                   |  |
| Elizabeth Stafford                      |                                       | Catherine Woodville                     |                                          |  |  |       |  |  |                                |  |  |                   |  |
|                                         |                                       | Henry Percy, IV conte di Northumberland | Henry Percy, III conte di Northumberland |  |  |       |  |  |                                |  |  |                   |  |
|                                         |                                       | Henry Percy, IV conte di Northumberland | Henry Percy, III conte di Northumberland |  |  |       |  |  |                                |  |  |                   |  |
|                                         |                                       | Henry Percy, IV conte di Northumberland | Eleanor Poynings                         |  |  |       |  |  |                                |  |  |                   |  |
| Eleanor Percy                           |                                       | Henry Percy, IV conte di Northumberland |                                          |  |  |       |  |  |                                |  |  |                   |  |
|                                         |                                       | Maud Herbert                            | William Herbert                          |  |  |       |  |  |                                |  |  |                   |  |
|                                         |                                       | Maud Herbert                            | William Herbert                          |  |  |       |  |  |                                |  |  |                   |  |
|                                         |                                       | Maud Herbert                            | Anne Devereux                            |  |  |       |  |  |                                |  |  |                   |  |
|                                         |                                       | Maud Herbert                            |                                          |  |  |       |  |  |                                |  |  |                   |  |